# Пријека
Пријека је насељено мјесто на подручју града Глине, Банија, Република Хрватска.

## Историја
Пријека се од распада Југославије до августа 1995. године налазила у Републици Српској Крајини.

## Становништво
| Националност       | 1991.        |
| Хрвати             | 162 (99,38%) |
| Срби               |              |
| Југословени        |              |
| остали и непознато | 1 (0,61%)    |
| Укупно             | 163          |

| Демографија | Демографија | Демографија |
| Година      | Становника  | Становника  |
| ----------- | ----------- | ----------- |
| 1961.       | 252         |             |
| 1971.       | 205         |             |
| 1981.       | 166         |             |
| 1991.       | 163         |             |
| 2001.       | 102         |             |
| 2011.       |             | 57          |